# Сохта (село)
Сохта (осет. Сохтæ, груз. სოხთა) — село на Южном Кавказе, расположено в  Дзауском районе Южной Осетии, фактически контролирующей село; согласно юрисдикции Грузии — в Джавском муниципалитете. 
Относится к Кемултской (Кемультской) сельской администрации в РЮО.

## География
Село расположено на левом берегу реки Паца, в 10 км к северо-западу от райцентра Дзау и в 0,5 км к юго-западу от села Нижний Кемулта (Кемульта).

## Население
В 1987 году в селе Сохта проживало 100 человек. По переписи 2015 года численность населения с. Сохта составила 41 житель. 

## Топографические карты
- Лист карты K-38-52 Джава. Масштаб: 1 : 100 000. Состояние местности на 1987 год. Издание 1989 г.